# سونیک خارپشت (فیلم)
سونیک خارپشت (به انگلیسی: Sonic the Hedgehog) یک فیلم کمدی اکشن ماجراجویی محصول سال ۲۰۲۰ است که بر پایهٔ بازی ویدئویی به همین نام که به نوبه خود بر اساس مجموعه بازی‌های ویدئویی منتشر شده توسط سگا ساخته شده‌است. در این فیلم به کارگردانی جف فاولر (در اولین کارگردانی فیلم بلندش) و نویسندگی پاتریک کیسی و جاش میلر، بن شوارتز به عنوان صداپیشه شخصیت اصلی در کنار جیمز مارسدن، تیکا سومپتر و جیم کری ایفای نقش می‌کند. این فیلم داستان سونیک، یک جوجه‌تیغی آبی‌رنگ را دنبال می‌کند که می‌تواند با سرعت مافوق صوت بدود و با کلانتر شهر، تام واچوفسکی (مارسدن) همکاری می‌کند تا دانشمند دیوانه دکتر روباتنیک (کری) را متوقف کند.
توسعه یک فیلم سونیک در دهه ۱۹۹۰ آغاز شد اما مرحلهٔ برنامه‌ریزی را ترک نکرد تا اینکه سونی پیکچرز در سال ۲۰۱۳ حقوق آن را به دست آورد. فاولر در سال ۲۰۱۶ به عنوان کارگردان معرفی شد. پس از اینکه سونی پروژه را به مرحله اجرا گذاشت، پارامونت پیکچرز آن را در سال ۲۰۱۷ خریداری کرد. اکثر بازیگران تا اوت ۲۰۱۸ قرارداد امضا کردند و فیلمبرداری اصلی بین سپتامبر و اکتبر همان سال در ونکوور و جزیره ونکوور انجام شد. پس از واکنش منفی به اولین تریلر در سال ۲۰۱۹، پارامونت ساخت فیلم را با سه ماه تأخیر برای طراحی مجدد سونیک به تأخیر انداخت.
سونیک خارپشت در ۲۵ ژانویه ۲۰۲۰ در استودیوی پارامونت پیکچرز به نمایش درآمد و در ۱۴ فوریه در ایالات متحده اکران شد. این فیلم رکورد بزرگترین آخر هفته افتتاحیه یک فیلم بازی ویدئویی در ایالات متحده و کانادا را به نام خود ثبت کرد و با فروش ۳۱۹ میلیون دلاری در سراسر جهان ششمین فیلم پرفروش سال ۲۰۲۰ شد و پردرآمدترین فیلم اقتباسی از یک بازی ویدئویی در تمام زمان‌ها در آمریکای شمالی بود تا اینکه در ۲۰۲۲ دنبالهٔ آن از آن پیشی گرفت. این فیلم نقدهای متفاوتی از منتقدان دریافت کرد که سکانس‌های اکشن، طنز، اجراها و شخصیت سونیک را تحسین کردند، اما از فیلمنامه و گمارش محصول آن انتقاد کردند.
در ۸ آوریل ۲۰۲۲ دنباله‌ای بر این فیلم با عنوان سونیک خارپشت ۲ منتشر شد و در همان ماه تأیید شد که یک فیلم سوم و یک سری اسپین‌آف با بازی ادریس البا در نقش ناکلز اکیدنا در حال ساخت است.

## داستان
در سیاره ای دور، سونیک خارپشت، جوجه تیغی آبی‌رنگ و انسان‌نما که می‌تواند با سرعت فراصوت بدود، توسط قبیله ای از اکیدنا تعقیب می‌شود. لانگ کلاو، یک جغد و سرپرست او، کیسه‌ای از حلقه‌ها را به او می‌دهد که پورتال‌هایی را به سیارات دیگر باز می‌کنند. او از یکی استفاده می‌کند تا او را به زمین بفرستد در حالی خودش که پشت سر می‌ماند تا با اکیدناها مبارزه کند.
ده سال بعد، سونیک از یک زندگی مخفیانه در نزدیکی شهر گرین هیلز، مونتانا لذت می‌برد، اما آرزوی آن را دارد که دوستانی داشته باشد. او تام واچوفسکی، کلانتر محلی، و همسر دامپزشک او را دوست دارد، غافل از اینکه این زوج قرار است به سان فرانسیسکو نقل مکان کنند، زیرا تام قصد دارد یک پست را در اداره پلیس سان فرانسیسکو بپذیرد.
یک شب، سونیک از تنهایی خود در حالی که به تنهایی بیسبال بازی می‌کند ناراحت می‌شود و در حین دویدن با سرعت بالا ناخواسته یک پالس الکترومغناطیسی ایجاد می‌کند که باعث قطع برق عظیم در شمال غربی اقیانوس آرام می‌شود. وزارت دفاع ایالات متحده با اکراه از خدمات دکتر روباتنیک، متخصص رباتیک عجیب و غریب و نابغهٔ علمی برای تعیین علت استفاده می‌کند. سونیک با دیدن اینکه او شکار خواهد شد، نقشه می‌کشد تا زمین را به سیاره‌ای دیگر ترک کند اما تمایلی به انجام این کار ندارد زیرا آن سیاره فقط از قارچ تشکیل شده‌است. تام در حالی که در حال تردید است، پیراهنی که روی آن سان فرانسیسکو نوشته شده‌است را پوشیده و سونیک را در آلونک خود می‌بیند و با دارت آرام‌بخش به او شلیک می‌کند و باعث می‌شود سونیک کیف حلقه‌هایش را رها کند. در همان زمان او با خواندن نوشته روی پیراهن تام، به‌طور ناخواسته دریچه ای به سقف ترانزامریکا پیرامید ایجاد می‌کند. تام با تردید موافقت می‌کند که به سونیک کمک کند و وقتی با روباتنیک روبرو می‌شوند، که به دروغ تام را یک تروریست داخلی می‌نامد، فرار می‌کنند و با هم دوست می‌شوند. سونیک یک فهرست کارهای برای انجام با دوستان ایجاد می‌کند و تام به او کمک می‌کند چندین ورودی را در طول سفر خود تکمیل کند.
در همین حال، روباتنیک، با کشف این که یکی از پره‌های سونیک دارای مقدار تقریباً نامحدودی از انرژی الکتریکی است، قصد دارد سونیک را بگیرد تا از قدرتش برای ماشین‌هایش استفاده کند. همان‌طور که او آنها را ردیابی می‌کند، سونیک و تام موفق می‌شوند با چندین هواپیمای بدون سرنشین تعقیب ارسال شده توسط روباتنیک مبارزه کنند، اما سونیک در نبرد مجروح می‌شود.
تام با رسیدن به سانفرانسیسکو، سونیک را نزد مدی می‌آورد که او را در خانه خواهرش راشل درمان می‌کند. سونیک یک جفت کفش ورزشی قرمز جدید برای جایگزینی کفش‌های ویران‌شده خود از جوجو، خواهرزاده مدی دریافت می‌کند. گروه به پشت بام هرم می‌روند و حلقه‌ها را بازیابی می‌کنند، اما روباتنیک با یک هاورکرافت تهاجمی پیشرفته وارد می‌شود. سونیک با پهپادهای روباتنیک مبارزه می‌کند و از یکی از حلقه‌های خود استفاده می‌کند تا تام و مدی را به گرین هیلز بفرستد تا از آنها محافظت کند، اما روباتنیک از قدرت کویل برای مطابقت با سرعت سونیک استفاده می‌کند. سونیک قبل از اینکه روباتنیک او را در گرین هیلز تحت سلطه خود درآورد، او را در سراسر جهان مورد تعقیب و گریز قرار می‌دهد. تام و مردم شهر مداخله می‌کنند و تام سونیک را به عنوان دوست خود می‌پذیرد و باعث می‌شود سونیک دوباره قدرت خود را به دست آورد. سونیک قدرت کلاه خود را از روباتنیک پس می‌گیرد و باعث تضعیف هاورکرافت روباتنیک و بی‌مصرف شدن آن می‌شود. سونیک همچنین به خود قول می‌دهد که از قدرت خود برای محافظت از دوستانش استفاده کند. سپس سونیک با استفاده از حمله چرخشی قدرتمند خود، روباتنیک را به درگاهی به سیاره قارچ می‌فرستد. پس از این حادثه، تام و مدی تصمیم می‌گیرند در گرین هیلز بمانند و اجازه دهند سونیک با آنها زندگی کند. دولت تمام شواهد وقایع، از جمله سوابق وجود روباتنیک را پاک می‌کند.
در یک صحنه پس از تیتراژ، روباتنیک هنوز هم در اختیار پرهٔ سونیک و تجهیزات قابل استفاده از هاورکرافت ویران شده‌است در سیاره قارچ است. او که اکنون سرش را می‌تراشد و سبیل‌هایش را بلند کرده، قسم می‌خورد که از سونیک انتقام بگیرد. مدتی بعد، یک روباه دو دم نارنجی (تیلز) برای جستجوی سونیک از حلقه‌ای روی زمین بیرون می‌آید.

## بازیگران

### صداپیشه‌های پویانمایی
- بن شوارتز در نقش سونیک خارپشت: جوجه تیغی آبی انسان نما با سرعتی فوق بشری از موبیوس که خود را در حال فرار از روباتنیک و دولت ایالات متحده می‌بیند. پس از ملاقات و همکاری با تام، سونیک تصمیم می‌گیرد از سرعت فوق‌العاده‌اش برای مبارزه استفاده کند و مانع دستیابی روباتنیک به برنامه‌هایش برای فتح جهان شود. شوارتز همچنین تصویر حرکتی صورت را برای سونیک ارائه کرد.[۵][۶] بنجامین ولیک صداپیشگی سونیک جوان را بر عهده دارد.
- کالین اوشاگنسی در نقش مایلز «تیلز» پروور: روباه دو دم زرد-نارنجی انسان‌واره‌ای که در صحنه میانی ظاهر می‌شود، جایی که برای یافتن سونیک به زمین می‌آید. اوشاگنسی که از سال ۲۰۱۴ صداپیشگی این شخصیت را در مجموعه بازی‌های ویدیویی انجام داده‌است، تنها صداپیشه‌ای است که این نقش را از بازی‌های ویدیویی تکرار می‌کند.[۷]
- دونا جی. فولکس در نقش لانگ کلاو: یک جغد قهوه‌ای انسان‌نما و سرپرست سونیک.[۸]

### بازیگران لایو اکشن
- جیم کری در نقش دکتر روباتنیک: متخصص رباتیک درخشان و دانشمند دیوانه‌ای که با دولت آمریکا کار می‌کند و به توانایی‌های سونیک علاقه دارد و قصد دارد از آنها برای منافع شخصی سوء استفاده کند، اما درگیری او با خارپشت آبی به زودی باعث تبدیل شدن روباتنیک به دشمن سرسخت او می‌شود.[۹][۱۰]
- جیمز مارسدن در نقش توماس «تام» مایکل واچوفسکی: کلانتر گرین هیلز، که توسط سونیک به عنوان «دونات لرد» شناخته می‌شود، که مایل است به اداره پلیس سان فرانسیسکو بپیوندد. او برای سونیک تبدیل به یک شخصیت پدری می‌شود و به او در تلاش برای متوقف کردن روباتنیک کمک می‌کند.[۱۱]
- تیکا سومپتر در نقش مدی واچوفسکی: دامپزشک و همسر تام که به او و سونیک کمک می‌کند تا روباتنیک را متوقف کنند. سونیک او را «پرتزل لیدی» می‌نامد.[۱۲]
- ناتاشا راث‌ول در نقش ریچل: خواهر بزرگتر مدی که از تام خوشش نمی‌آید و مکرراً سعی می‌کند مدی را تشویق کند که او را ترک کند.[۱۳]
- آدام پالی در نقش وید ویپل: معاون کلانتر در گرین هیلز و نزدیکترین دوست وفادار تام.[۱۴]
- نیل مک‌دونا در نقش سرگرد بنینگتون: سربازی که وظیفه دارد به روباتنیک (که از او بدش نمی‌آید) در تلاش برای دستگیری سونیک کمک کند.[۱۴]
- لی مجدوب در نقش مأمور استون، یک مأمور دولتی که برای روباتنیک کار می‌کند.[۱۵]
- ملودی نوسیفو نیمن در نقش جوجو، دختر ریچل و خواهرزاده مدی و تام.
- تام باتلر در نقش فرمانده والترز، جانشین رئیس ستاد مشترک که به روباتنیک دستور می‌دهد تا اختلالات ناشی از سونیک را بررسی کند.[۱۶]
- فرانک سی ترنر در نقش کارل دیوانه، یک نظریه‌پرداز توطئه که به دنبال اثبات وجود سونیک است و از او به عنوان «شیطان آبی» یاد می‌کند.[۱۷]
- الفینا لوک در نقش وزیر امنیت داخلی
- گری چاک در نقش رئیس ستاد نیروی دریایی ایالات متحده. چاک قبلاً صداپیشگی گراوندر و روباتنیک را در کارتون ماجراهای سونیک خارپشت بر عهده داشته‌است.[۱۸]
- مایکل هوگان در نقش رئیس ستاد نیروی هوایی.[۱۹]

## انتشار

پس از اینکه طرح اصلی (تصویر) به شدت مورد انتقاد قرار گرفت، طراحی مجدد فیلم به تعویق افتاد. یک پارودی از این شخصیت بعداً با کمی تغییر با نام سونیک زشت در چیپ و دیل: تکاوران نجات ظاهر شد.

فیلم آزمایشی در ۶ دسامبر ۲۰۱۸ در کامیک کان در برزیل نمایش داده شد. پس از آن پوستر تیزری در ۱۰ دسامبر ۲۰۱۸ منتشر شد که طراحی نیم‌رخی از سونیک را با عنوان «یک قهرمان با سرعت کاملاً جدید» نشان می‌داد. این با واکنش منفی منتقدان و طرفداران مواجه شد، و به‌طور نامطلوبی با اقتباس دیگر از بازی ویدیویی ۲۰۱۹، کارآگاه پیکاچو ، مقایسه شد که در آن بافت‌های خز و پوست به شخصیت‌های پوکمون اضافه شده بود. ظاهر انسان‌نمای سونیک یک واکنش دره وهمی را برانگیخت. اعضای سابق سونیک تیم که بازی‌های سونیک خارپشت را ایجاد کرده‌اند نیز تعجب کردند. پوستر دوم کمی بعد در فضای مجازی به بیرون درز کرد. طرفداران از عدم شباهت به بازی‌ها شکایت داشتند و از قرار گرفتن پاهای سونیک انتقاد کردند و یک میم اینترنتی ایجاد کردند که در آن کاربران موقعیت را دوباره خلق کردند. حساب کاربری رسمی فیلم در توییتر تصویری از سونیک در پشت تابلویی منتشر کرد که روی آن نوشته شده بود: «آیا یک نفر نمی‌تواند ورزش کند؟» تصاویری از طراحی سونیک در مارس ۲۰۱۹ به بیرون درز کرد که مورد انتقاد بیشتر طرفداران قرار گرفت. یوجی ناکا، یکی از خالقان سونیک، از طراحی «شکه شد» و احساس کرد که نسبت سر و شکم سونیک نامتعادل است.
اولین تریلر در ۴ آوریل ۲۰۱۹ در سینماکان در لاس وگاس نمایش داده شد، و در ۳۰ آوریل به صورت آنلاین منتشر شد و تقریباً به اتفاق آرا مورد انتقاد قرار گرفت، و گیتا جکسون از کوتاکو آن را «وحشتناک» و «آفتی بر این زمین خسته» خواند. طراحی سونیک به‌خاطر ظاهر انسان‌نمایش به‌شدت مورد انتقاد طرفداران قرار گرفت، در حالی که برخی استفاده از ترانهٔ «بهشت گانگسترها» از کولیو را ناخوشایند دانستند. در مقابل، شان کین از سی‌نت طنز و ارجاعات به بازی‌ها را تحسین کرد. این تریلر در عرض دو روز بیش از ۲۰ میلیون در یوتیوب بازدید شد و صدها هزار «دیس‌لایک» دریافت کرده بود که به شدت از میزان «لایک‌ها» بیشتر بود.
دومین تریلر از سونیک بازطراحی شده در ۱۲ نوامبر ۲۰۱۹ منتشر شد. این تریلر پاسخ‌های مثبت‌تری دریافت کرد و بسیاری از طراحی جدید سونیک تمجید کردند؛ لحن، طنز و انتخاب ترانهٔ «سوپرسونیک» از جی.جی. فد نیز نقدهای مثبتی دریافت کرد. ناکا گفت که او احساس می‌کند طراحی جدید «بسیار شبیه سونیک» است. تریلر دوم هزاران لایک و بالاترین نسبت پسند به نپسندیدن را در بین تریلرهای گوگل در سه سال گذشته دریافت کرد. این تریلرها در مجموع بیش از ۵۰۰ میلیون بازدید در سراسر جهان را جمع‌آوری کرده‌اند. به عنوان یک پیوند تبلیغاتی، نسخه‌ای از سونیک که در فیلم دیده می‌شود به عنوان یک شخصیت قابل بازی به بازی‌های موبایل سونیک دش و نیروهای سونیک اضافه شد.
سونیک زشت (Ugly Sonic؛ آگلی سانیک) به عنوان یک شخصیت فرعی در فیلم چیپ و دیل: تکاوران نجات محصول ۲۰۲۲ ظاهر می‌شود و واکنش اینترنت به اولین تریلر را نشان می‌دهد. به گفته اکویا شوفر کارگردان آن فیلم، آنها همچنین از مووینگ پیکچر برای استودیوی پویانمایی خود استفاده کرده بودند و آنها توانسته بودند مدل اصلی سونیک را برای فیلم ارائه دهند. شخصیت سونیک زشت در چیپ و دیل: تکاوران نجات نقدهای مثبتی دریافت کرد.

## بازخورد
در وبگاه جمع‌آوری نقد راتن تومیتوز، ٪۶۴ از ۲۵۳  بررسی منتقدان مثبت است و میانگینِ امتیاز آن ۵٫۹/۱۰ است. اجماع این وبگاه چنین می‌نویسد: «سریع و مکرراً سرگرم‌کننده، سونیک خارپشت ماجراجویی الهام‌گرفته از بازی‌های ویدیویی است که تمام خانواده می‌توانند از آن لذت ببرند—و بهانه‌ای خوب برای جیم کری تا از انرژی جنون‌آمیزی که حرفهٔ او را آغاز کرده، استفاده کند.» این فیلم در متاکریتیک که از میانگین وزنی استفاده می‌کند، بر اساس نظر ۴۳ منتقدین امتیاز ۴۷ از ۱۰۰ را کسب کرده که نشان‌گر «نقدهای مختلط یا متوسط» است.